# بني جيبسون
بني جيبسون (بالإنجليزية: Bunny Gibson) مواليد 19 يناير 1946، هي ممثلة أمريكية، وراقصة سابقة في برنامج "أمريكان باندستاند". وصفتها مجلات المراهقين بـ"حبيبة برنامج أمريكان باندستاند"، ووصفها ديك كلارك بـ"الرمز الوطني"، حيث كانت تتلقى آلاف الرسائل أسبوعيًا.

## روابط خارجية
- بني جيبسون على موقع IMDb (الإنجليزية)
- بني جيبسون على موقع قاعدة بيانات الفيلم (الإنجليزية)